# Stephanie Douglas
Stephanie Douglas (Regne Unit, 22 de gener de 1969) és una atleta britànica retirada especialitzada en la prova de 4 x 100 m, en la qual va aconseguir ser medallista de bronze europea el 1990.

## Carrera esportiva
En el Campionat Europeu d'Atletisme de 1990 va guanyar la medalla de bronze en els relleus 4 x 100 metres, amb un temps de 43.32 segons, arribant a meta després d'Alemanya de l'Est i Alemanya de l'Oest, sent les seves companyes d'equip: Paula Thomas, Beverly Kinch i Simone Jacobs.
Als Jocs de la Commonwealth celebrats aquell mateix any a Auckland, Nova Zelanda, hi va guanyar la plata en la mateixa prova, amb un temps de 44.15 segons, després d'Austràlia i per davant de Nigèria.